# Ionitzador d'aire

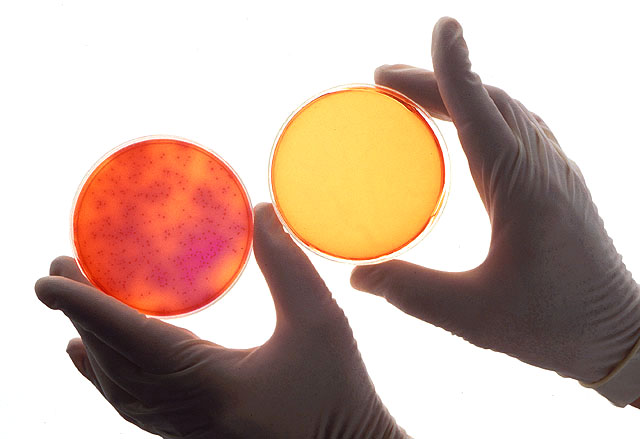
Aquesta foto mostra els efectes esterilitzants de la ionització negativa de l'aire en un espai on s'ha aplicat Salmonella enterica subsp. enterica amb un aerosol. La mostra de l'esquerra no s'ha tractat; la de la dreta sí. Fotografia feta en un laboratori gestionat pel Departament d'Agricultura dels Estats Units.

Un ionitzador d'aire (o generador negatiu d'ions o canelobre de Chizhevsky) és un dispositiu que utilitza un alt voltatge per ionitzar (carregar elèctricament) molècules d'aire. Els ions negatius, o anions, són partícules amb un o més electrons addicionals, els quals confereixen una càrrega negativa neta a la partícula. Els cations són ions positius que han perdut un o més electrons, cosa que genera una càrrega positiva neta. Alguns purificadors d'aire comercials estan dissenyats per a generar ions negatius. Un altre tipus d'ionitzador d'aire és el de descàrrega electroestàtica (ESD per les seves sigles en anglès) (generador d'ions equilibrats) utilitzat per neutralitzar la càrrega estàtica. El 2002, a les necrològiques del diari The Independent, a Cecil Alfred “Coppy” Laws se li va atribuir la invenció de l'ionitzador d'aire domèstic.

## Purificadors d'aire iònics

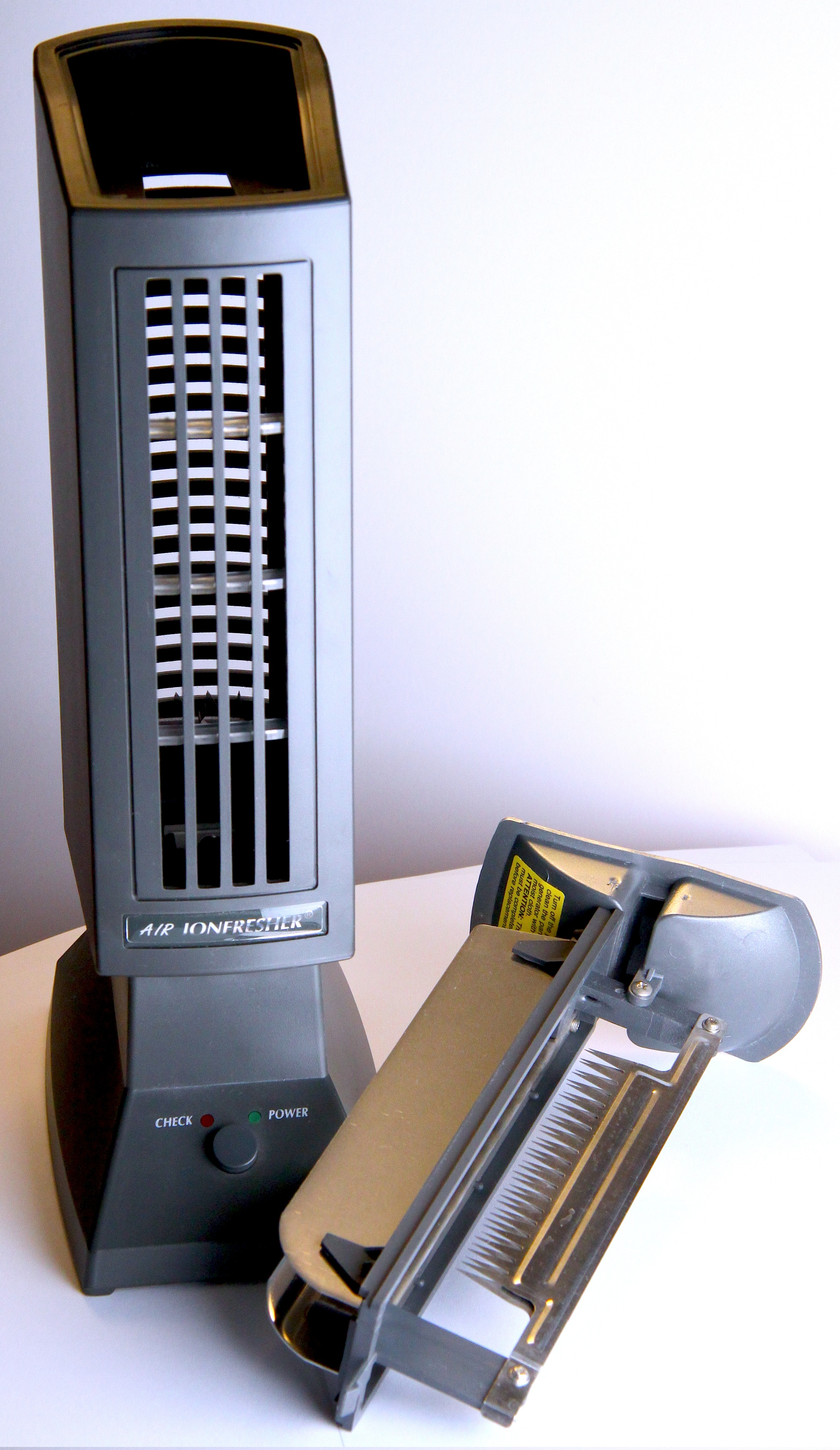
Ionitzador i purificador d'aire amb les plaques que capten la pols extretes.

Els ionitzadors s'utilitzen com a part dels purificadors d'aire per eliminar partícules de l'aire. Les partícules aerotransportades es van carregant a mesura que atrauen ions carregats per l'ionitzador gràcies a l'atracció electroestàtica. Les partícules, al seu torn, són atretes per qualsevol conductor de terra que hi hagi a la vora, ja siguin plaques preparades dins d'un aire més net, o bé simplement les parets i sostres més propers. La freqüència d'infeccions nosocomials als hospitals britànics va impulsar el Servei Nacional de Salut dels Estats Units (NHS) a investigar l'efectivitat dels anions en la purificació de l'aire. Van veure com les repetides infeccions per acinetobacters aerotransportats en una zona de l'hospital desapareixien gràcies a la instal·lació d'un ionitzador d'aire negatiu —la taxa d'infecció es va reduir a zero, un resultat inesperat. Un fabricant va descobrir que els ions positius i negatius produïts pels sistemes d'aire condicionat també inactiven virus, fins i tot el de la grip.
Un estudi fet l'any 2018 va descobrir que els ions negatius són altament eficaços a l'hora d'eliminar partícules de l'aire.
L'epidèmia del SARS va alimentar la demanda d'ionitzadors personals a l'Àsia Oriental, on s'inclou el Japó (allà molts productes s'han adaptat per incloure generadors d'ions negatius, productes com raspalls de dents, frigorífics, aires condicionats, purificadors d'aire i rentadores). No hi ha normes específiques per a aquests dispositius.
Hi ha dos tipus de purificadors d'aire iònics: els ionitzadors base amb ventilador i els que no tenen ventilador. L'ionitzador base amb ventilador utilitza les aspes per fer circular l'aire per tota l'habitació ràpidament, però és més sorollós i consumeix més energia. En canvi, els que no tenen ventilador distribueixen l'aire més lentament, triguen més temps a purificar l'aire, però no fan soroll i són més eficients energèticament.

## La regulació de Califòrnia sobre l'ozó que produeixen els purificadors d'aire i els ionitzadors
La Junta de Recursos de l'Aire de Califòrnia té una pàgina que llista els purificadors d'aire (molts inclouen ionitzadors) que compleixen el seu límit d'ozó a espais interiors de 0,050 parts per milió. Un fragment d'aquest article diu:
| Tots els dispositius portàtils interiors de neteja d’aire que es venen a Califòrnia han d’estar certificats per la Junta de Recursos de l'Aire de Califòrnia. Per obtenir la certificació, s'ha de garantir que els filtres d’aire que són segurs tant elèctricament com pel que fa les emissions d’ozó. Han de complir un límit de concentració d’emissions d’ozó de 0,050 parts per milió. Per obtenir més informació sobre el reglament, visiteu el reglament sobre el filtre d’aire. |

.

## Els ions contra l'ozó
Els ionitzadors són diferents dels generadors d'ozó, tot i que tots dos dispositius funcionen d'una manera similar. Els ionitzadors utilitzen plaques carregades electroestàticament per produir ions de gas carregats positivament o negativament (per exemple N2− o O2−) als quals la matèria s'adhereix amb un efecte similar a l'electricitat estàtica. Fins i tot els millors ionitzadors també produeixen una petita quantitat d'ozó –oxigen triatòmic, O3– el qual no és desitjat. Els generadors d'ozó s'optimitzen per atreure un ió d'oxigen extra a una molècula d'O2, utilitzant l'efecte corona o un llum UV.
A concentracions que no superen les normes de salut pública, s'ha trobat que l'ozó té poc potencial per eliminar contaminants de l'aire a espais interiors. En altes concentracions, l'ozó pot ser tòxic per als bacteris transmesos per l'aire i és capaç de destruir o matar aquests organismes que poden ser infecciosos. No obstant això, les concentracions necessàries són prou tòxiques per als éssers humans i els animals per fer que l'Administració d'Aliments i Fàrmacs dels Estats Units (FDA) declari que l'ozó no té cabuda en el tractament mèdic i hagi pres mesures contra les empreses que infringeixen aquest reglament oferint generadors terapèutics d'ozó o ozonoteràpia. L'ozó és un gas altament tòxic i molt reactiu. No es recomana una exposició mitjana diària de més de 0,1 ppm (100 ppb, 0,2 mg/m3), ja que pot malmetre els pulmons i les cèl·lules del bulb olfactori de manera directa.

## Efectes per a la salut
El 2013, un estudi complet de 80 anys d'investigació sobre els ions a l'aire i les conseqüències sobre les funcions respiratòries, va descobrir que no hi havia indicis que tingués un paper beneficiós en la funció respiratòria, ni tampoc evidència d'un efecte perjudicial significatiu. Van concloure que "l'exposició als ions d'aire negatius o positius no sembla tenir un paper apreciable en la funció respiratòria."
Hi ha indicis dèbils que associen la ionització negativa de l'aire amb puntuacions de depressió més baixes, particularment en un nivell d'exposició més alt. No es va observar cap influència consistent de la ionització de l'aire, positiva o negativa, sobre l'ansietat, l'estat d'ànim, la relaxació, el son i les mesures de comoditat personal en general.

## Efectes adversos per a la salut dels subproductes d'ozó
S'han realitzat estudis sobre generadors d'ions negatius. Un estudi demostra que l'ozó generat pot superar les quantitats estipulades en zones petites i no ventilades. Un altre estudi va comprovar que l'ozó pot reaccionar amb altres components com ara agents de neteja per augmentar la presència de contaminants com el formaldehid (aquest estudi tenia com a objectiu provar l'ús de productes de neteja i edulcorants a l'interior i veure els riscos sanitaris associats en comparació amb els efectes adversos per a la salut dels ionitzadors d'aire).

## Judici de Consumer Reports
Consumer Reports, una revista dels EUA que fa proves de productes sense ànim de lucre, va informar l'octubre de 2003 que els ionitzadors aeris no funcionaven prou bé d'acord amb els estàndards, en comparació amb els filtres HEPA convencionals. L'excepció era una unitat combinada que utilitzava un ventilador per moure l'aire durant el procés d'ionització. En resposta a aquest informe, The Sharper Image, un fabricant d'ionitzadors d'aire (entre altres productes), va demandar el sindicat de consumidors (els quals eren editors de la revista Consumer Reports) per difamació de productes. La revista va qualificar amb un suspens tant a Ionic Breeze com a altres aparells populars perquè tenen una baixa Taxa d'Alliberament d'Aire Net (CADR en anglès). La CADR mesura la quantitat d'aire filtrat que circula durant un curt període, i va ser dissenyat originalment per puntuar els netejadors d'aire basats en filtres. L'empresa The Sharper Image va afirmar que aquesta prova era una forma poc precisa de puntuar l'ionitzador Ionic Breeze, atès que no té en compte altres característiques com ara que fa una neteja constant, les 24 hores del dia, la facilitat de manteniment i el funcionament silenciós.
El Tribunal de Districte dels Estats Units del Districte Nord de Califòrnia va desestimar el cas, al·legant que The Sharper Image no havia provat que pogués desacreditar cap de les declaracions fetes per la revista Consumer Reports. La sentència final del Tribunal va tenir lloc el maig de 2005 i va condemnar a The Sharper Image a pagar 525.000 dòlars per les despeses legals de la revista.

## El neutralitzador electroestàtic al món de l'electrònica
Els ionitzadors d'aire sovint es fan servir en llocs on es treballa amb components electrònics sensibles a l'electricitat estàtica (com ara a les sales de neteja microelectrònica), per evitar l'acumulació de càrregues estàtiques sobre els materials no conductors. Tenint en compte que aquests elements són molt sensibles a l'electricitat, no poden connectar-se a una presa de terra perquè la descàrrega també els destruiria. Normalment, el treball es fa sobre una estora especials dissipativa, de manera que permet una descàrrega molt lenta, i sota el raig d'aire d'un ionitzador.